# Сесвете

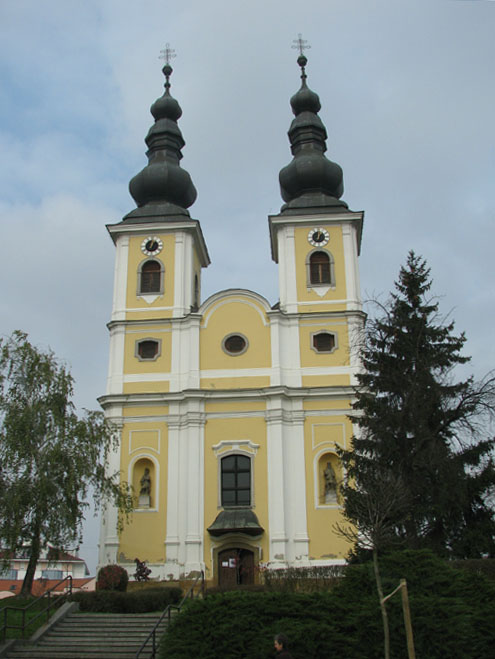
Церковь Всех Святых в Сесвете

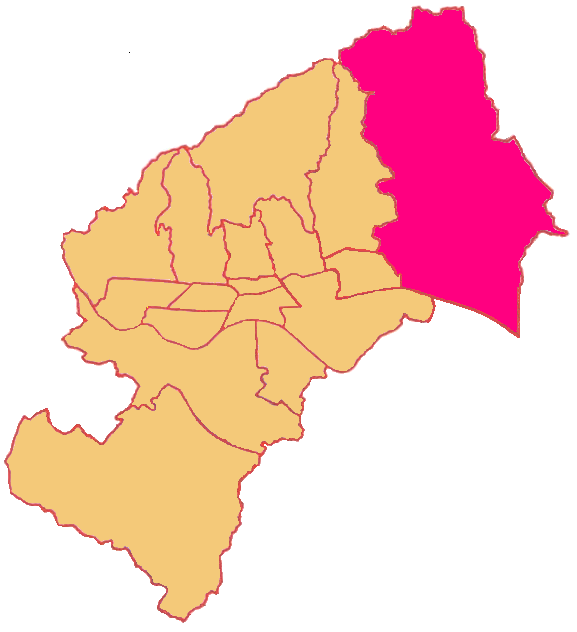
Сесвете на карте Загреба.

Сесвете (хорв. Sesvete) — крупнейший из 17 районов города Загреба, Хорватия. Сесвете занимает площадь в 165,24 квадратныхого километра, что составляет примерно четверть всей территории Загреба (641 км²). По переписи 2001 года население составляет 59 212 человек, что составляло менее 10 % от населения города (780 тыс. человек).
Расположена на северо-востоке Загреба. Граничит с районами Пешченица-Житняк, Горня Дубрава и Доня Дубрава, а также с Крапинско-Загорской и Загребской жупаниями.
В Сесвете имеется одноимённый футбольный клуб. Прежде в Сесвете базировался футбольный клуб «Кроация», ранее именовавшийся по названию района.